# Bantia chopardi
Bantia chopardi är en bönsyrseart som beskrevs av Giglio-tos 1915. Bantia chopardi ingår i släktet Bantia och familjen Thespidae. Inga underarter finns listade i Catalogue of Life.